# 东京经营短期大学
东京经营短期大学（日语：／ Tokyo Keiei Tanki Daigaku *），简称TMC，是一所位于日本千叶县市川市的私立短期大学。2025年起停止招生，原校同時改隸環太平洋大學，成為其東京校園。

## 概要

### 简介
- 学校最早可以追溯到1909年[1]。短期大学为于1992年开办[1]、由学校法人村田学园经营、是男女同校[2]。「有算者胜」为建学的精神[3]。

### 历史
- 1992年 东京经营短期大学成立并同时设置一个学科即经营信息学科[1]。
- 1996年 经营税务学科成立。同时设置两个课程、以下列举[1]。
  - 第一部
  - 第二部
- 2003年 经营税务学科改编为商务管理学科[注 2][1]。
- 2004年 经营信息学科和商务管理学科[注 2]（第一部・第二部）各自招生最后。次年各自合并为经营总合学科[1]。
- 2007年 神保町校园成立于东京都千代田区[1]。

### 宪章
- 请参看东京经营短期大学的标志（页面存档备份，存于） （日語） 2014年2月27日阅览。

## 学校环境
- 市川校园：在千叶县市川市
- 神保町校园：在东京都千代田区神田神保町1-14

## 历任校长
- 大山政雄：第一代短期大学校长[4]。
- 冈部德三：现在短期大学校长[5]

## 组织

### 学科
- 经营总合学科

### 前学科
- 商务管理学科[注 2][注 1]
  - 第一部[注 1]
  - 第二部[注 1]

### 专科
| - 没有 |

### 业余课程
| - 没有 |

### 附属学校
- 前东京经营短期大学村田女子高等学校：改名为村田女子高等学校于2007年

### 附属机关
| - 图书馆 |

## 相关链接
- 日本短期大学列表